# Торпедо (Кременчук)
«Торпедо» — український радянський футбольний клуб із Кременчука. В 1950-1960-х роках команда брала участь у розіграшах Чемпіонату та Кубка Полтавської області, ставши двічі бронзовим призером Чемпіонату та один раз пробившись у фінал Кубка, в якому торпедівці поступилися землякам із «Авангарду».

## Історія
Команда «Торпедо», створена при Кременчуцькому комбайновому заводі, дебютувала в обласному Чемпіонаті в 1956 році. Після дебюту на обласному рівні в наступні сезони «Торпедо» виступало в міських турнірах. У 1958 році комбайновий завод перейшов на випуск великовантажних автомобілів, «Торпедо» стало представляти вже автозавод.
У сезоні 1961 році «Торпедо» знов бере участь у Чемпіонаті області, в якому виборює право грати у фінальній пульці. Фінальний етап турніру пройшов у жовтні в Полтаві. Торпедівці вибороли «бронзу», пропустивши вперед полтавський «Локомотив» та кременчуцький «Дніпро», який представляв завод дорожніх машин. У наступному сезоні «Торпедо» повторило «бронзовий» результат (у цьому сезоні вперше чемпіоном області стала кременчуцька команда — «Дніпро»).
Останнім досягненням «Торпедо» був вихід до фіналу Кубка області, в якому торпедівці поступилися землякам із «Авангарду» з рахунком 0:3.
Пізніше Кременчуцький автозавод представляла вже однойменна команда — КрАЗ.

## Досягнення
Чемпіонат Полтавської області
- Бронзовий призер (2): 1961, 1962

Кубок Полтавської області
- Фіналіст (2): 1965

## Відомі гравці
- Віктор Берест
- Борис Конфедерат